# L'Homme orchestre
L'Homme orchestre je francouzský němý film z roku 1900. Režisérem je Georges Méliès (1861–1938). Film trvá necelé dvě minutu. Jedná se o jeden z mnoha Mélièsových filmů využívajících vícenásobnou expozici. Méliès tuto techniku využil například ve snímcích Un homme de têtes (1898) nebo Le Portrait mystérieux (1899).
O několik let později udělá Buster Keaton remake ve filmu The Playhouse (1921), kde ze sebe udělá devět členů minstrel show.

## Děj
Muž se několikrát duplikuje na sedm členů orchestru. Uprostřed stojí dirigent a mezi ním sedí šest hudebníků, z nichž každý hraje na jeden nástroj. Mezi hudebními nástroji jsou: kytara, housle, trubka, buben, ruční činely a pozoun. Po koncertu všichni členové vstanou a ukloní se. Potom si sednou a jeden do druhé začne mizet až na místě zůstane jen dirigent. Ten nakonec nechá zmizet všechny židle kromě jedné. Za jeho zády se mezitím objeví obrovský vějíř, do kterého dirigint omylem vrazí. Podiví se, kde se vzal, a s údivem si sedne na židli, se kterou se zaboří do země. Poté vyskočí z vějíře a když dopadne na zem, rozplyne se v kouř. Na závěr vějíř sletí dolů, čímž odkryje dirigenta, který za ním stojí. Dirigent předstoupí blíž ke kameře a dvakrát se ukloní.